# 王貞妃
榮靖貞妃，亦稱為王貞妃（?—1507年），名不詳。遼東都指揮使司廣寧衛（今遼寧省北鎮縣）人，王順之女。明朝明英宗朱祁鎮之妃。

## 生平
根據《明實錄》的記載，王貞妃是廣寧衞人，父親為王順。宣德二年（1427年）左右出生。天順元年（1457年），王氏被冊封貞妃（據考證，天順元年四月十三日，冊立貴妃周氏及諸妃，明英宗派遣太平侯張軏為正使，武功伯徐有貞為副使持節行禮）。天順八年正月十六日（1464年2月22日），明英宗病重，召皇太子朱見深及太監牛玉等人到病榻前，囑咐他們說殉葬不是古禮，仁者不忍，所以眾妃不必殉葬，並且吩咐他們要挑選好地方建造陵寢，錢皇后壽終之後與他合葬，貞順懿恭惠妃劉氏的墳墓亦需遷來，以後諸妃依次祔葬。翌日，明英宗駕崩，王貞妃等明英宗遺孀開始守寡生活，不需要殉葬。正德二年十一月初六日（1507年12月9日），王貞妃薨逝，享年八十一歲。明英宗的曾孫明武宗朱厚照輟朝一日，祭葬如例，並且賜二字謚號「榮靖」，稱王氏為榮靖貞妃。同月二十七日，王貞妃正式下葬，葬地位於北京金山。